# エアタヒチ

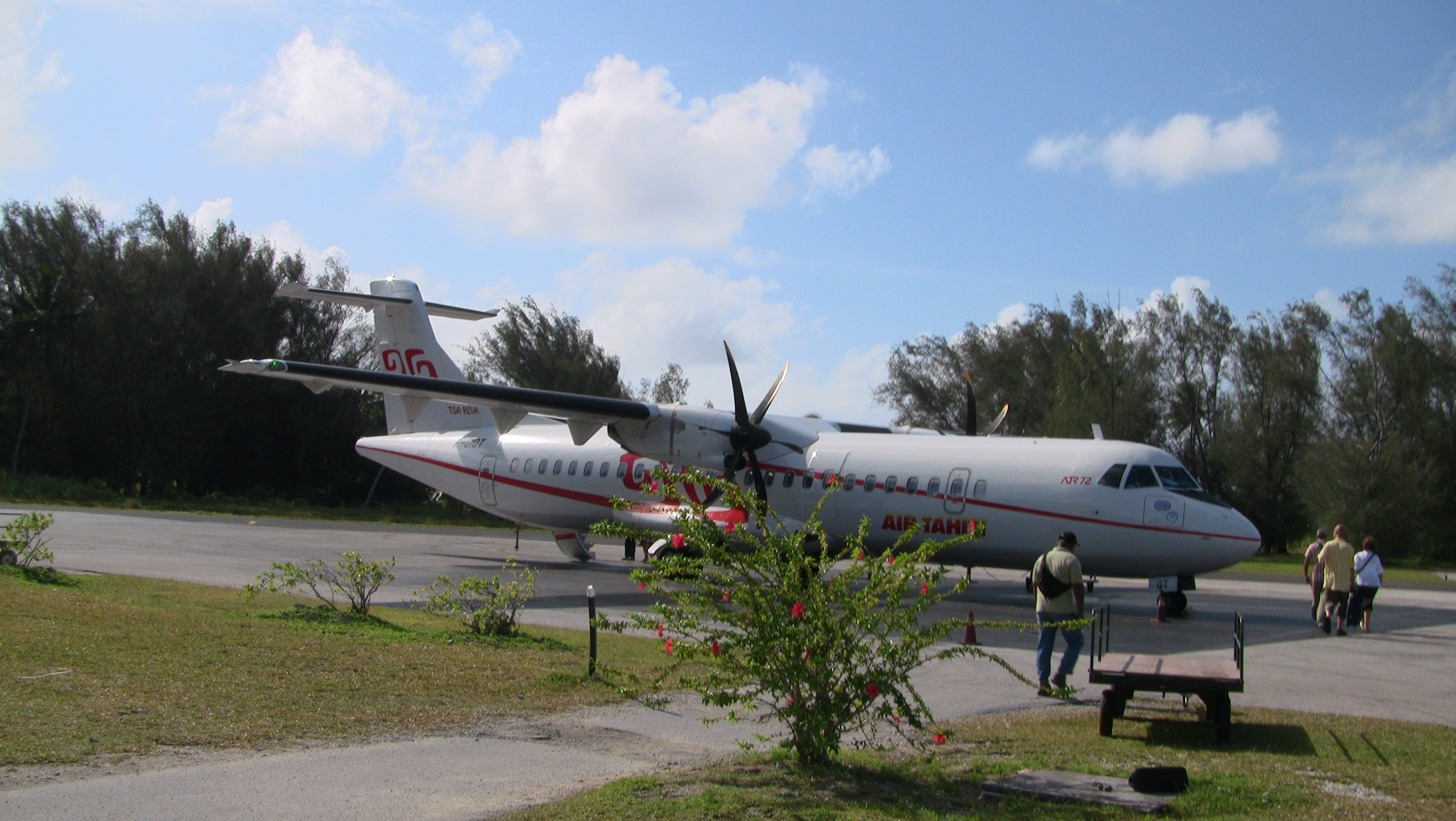
エアタヒチの ATR-72 ボラボラ空港にて

エアタヒチ (Air Tahiti) は、フランス領ポリネシアのタヒチを本拠地とし、タヒチ国内線を中心に運行する航空会社である。

## 概要
フランス領ポリネシア内とクック諸島、ラロトンガ島において、プロペラ機（ターボプロップ機）で運行している。なお、座席は自由席である。フランス領ポリネシア内では唯一の航空会社ということもあり、運賃は非常に高く設定されている。なお、長距離国際線は別会社であるエア タヒチ ヌイがボーイング787-9で運行しており、エアタヒチは運航してない。

## 歴史
- 1950年7月に設立され、当初は7人乗りの水上飛行機であるグラマンG-44を使用し、パペーテ、ライアテア、ボラボラの間で運航を開始した[1]。
- 1951年、グラマンマラード水陸両用機を導入した[1]。
- 1951年5月、パペーテ、アイツタキ間で隔週で郵便サービスを開始した[2]。(1952年6月に休止)
- 1952年7月、墜落事故で唯一のパイロットが負傷したため、すべての運航を一時的に停止した[3]。
- 1953年4月、オーストラリア人パイロットを採用し、運航を再開した[4]。
- 1953年7月、グラマンマラードを、フランス領ポリネシアの航空輸送を引き継いだTransports Aériens Intercontinentauxの子会社であるRégie Aérienne Interinsulaire(RAI)に再割り当てし、エアタヒチは消滅した。
- 2機のコンソリデーテッドPBYカタリナ水上機を購入した[5]。
- 1958年、RAIはRéseau Aérien Interinsulaire(Inter-Island Aviation Network)にブランド名を変更した[1]。
- 1970年、RAIはAir Polynésie(エア・ポリシア)にブランド名を変更した[1]。
- 1985年、UTAはエアポリネシア株の過半数を売却し、25%をフランス領ポリネシア政府に、残りの45%を地元の投資家に売却した。
- 1987年、再びエアタヒチにブランド名を変更した。ATR42機を導入[1]。

## 機材
| 機材      | 保有数 | 発注数 | 座席数 | 備考            |
| --------- | ------ | ------ | ------ | --------------- |
| ATR42-500 | 2      | 2      | 48     | 2013-2014年導入 |
| ATR72-600 | 10     | 4      | 68     |                 |
| DHC-6-300 | 1      |        | 19     | 2022年導入      |
| 合計      | 13     | 6      |        |                 |

### 過去の保有機材
| 機材            | 合計数 | 期間      |        |
| --------------- | ------ | --------- | ------ |
| ロッキードL-188 | 1      | 1987-1988 | 貨物機 |

## 事故、トラブル
- 1991年4月18日、エア・タヒチ805便(ドルニエ228型機)がヌクヒバ空港への進入中にエンジン故障に見舞われ、海岸近くに不時着水を試みた。乗客22人のうち10人が死亡した[8]。